# Pilica Tomaszów Mazowiecki

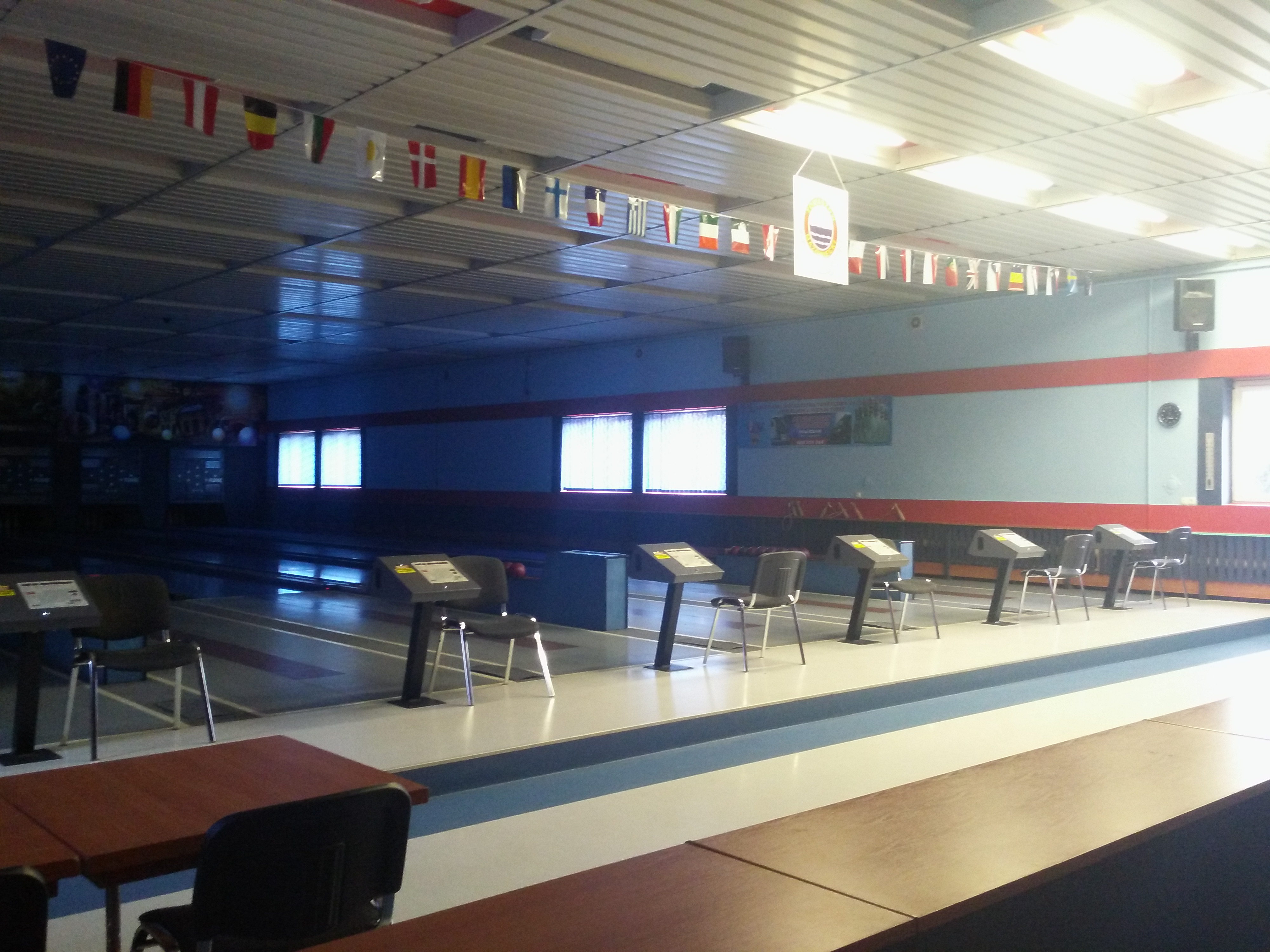
Pierwsza w Tomaszowie automatyczna kręgielnia KS Pilica z 1985 roku. Dziś druga w mieście

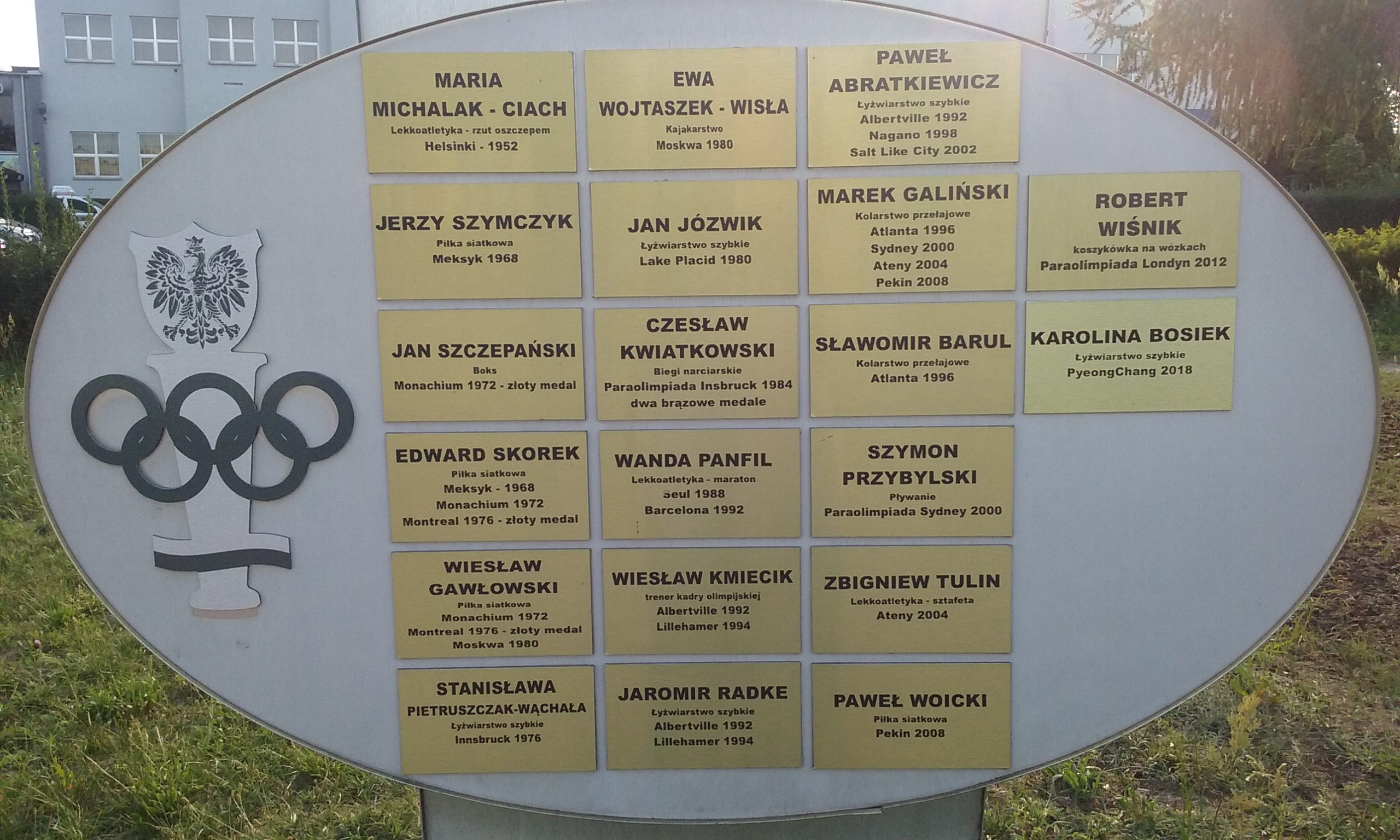
Zawodnicy KS Pilica na tablicy pamiątkowej na skrzyżowaniu ulicy Wandy Panfil z rondem Tomaszowskich Olimpijczyków w Tomaszowie Mazowieckim

Pilica Tomaszów Mazowiecki – polski klub sportowy założony w 1930 roku w Tomaszowie Mazowieckim jako Klub Sportowy Tomaszowskiej Fabryki Sztucznego Jedwabiu, obecnie pod nazwą Klub Sportowy Pilica Tomaszów Mazowiecki, z dwiema sekcjami: kręglarstwem i łyżwiarstwem szybkim.
Obecną nazwę klubu stworzono inspirując się największą przepływającą przez Tomaszów Mazowiecki rzeką – Pilicą. Rzeka przepływa około 500 metrów od głównej siedziby klubu. 

## Łyżwiarstwo szybkie
Klub słynie z sekcji łyżwiarskiej. Od końca 2017 roku panczeniści klubu trenują na Arenie Lodowej Tomaszów Mazowiecki, korzystając z pierwszego i na razie jedynego w Polsce całorocznego toru łyżwiarskiego. 
Zawodnicy i zawodniczki Pilicy Tomaszów Mazowiecki do tej pory byli powoływani do następujących kadr olimpijskich: 
- Lake Placid w 1980 roku;
- Innsbruck w 1976 roku;
- Albertville w 1992 roku;
- Lillehammer  w 1994 roku;
- Nagano w 1998 roku;
- Salt Lake City w 2002 roku;
- Pjongczang w 2018 roku.

Obecnie w  Pilicy Tomaszów Mazowiecki trenuje najmłodsza polska olimpijka – Karolina Bosiek.
Z tomaszowskiej Pilicy pochodzi również kilku cenionych na świecie trenerów Od wielu lat z klubem na stałe związany jest trener Zbigniewa Bródki i szkoleniowiec kadr olimpijskich – Wiesław Kmiecik. 

## Historyczne sekcje klubu
- boks;
- brydż sportowy;
- gimnastyka;
- kajakarstwo;
- kolarstwo;
- koszykówka;
- lekkoatletyka;
- łucznictwo;
- piłka nożna;
- piłka ręczna;
- podnoszenie ciężarów;
- siatkówka;
- sporty motorowe;
- strzelectwo (w mieście istnieje nadal strzelnica, lecz już nie pod zarządem klubu);
- szachy;
- szermierka;
- tenis stołowy.